# La Bohème (1926)
La Bohème ist ein US-amerikanisches Filmdrama aus dem Jahr 1926 von King Vidor mit Lillian Gish in der Titelrolle. Der Film wurde von Metro-Goldwyn-Mayer produziert und basiert auf der Oper La Bohème von Giacomo Puccini und dem Roman Scènes de la vie de bohème (dt.: Boheme. Szenen aus dem Pariser Leben) von Henri Murger.

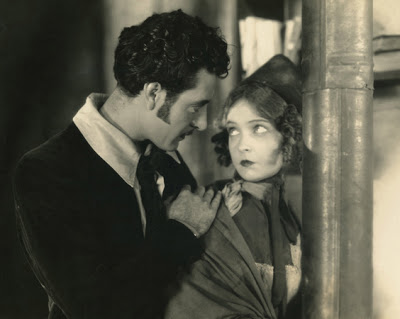
Lillian Gish und John Gilbert in einer Filmszene

## Handlung
Das Quartier Latin in Paris wird im Jahr 1830 Böhmen genannt. Hier will der Vermieter Bernard am ersten Tag des Monats in seinem Mietshaus die Mieten eintreiben. In einer Wohnung kratzen die vier jungen hungernden Künstler Rodolphe, Schaunard, Marcel und Colline ihr Geld zusammen, um einer Räumung zu entgehen. In der Dachstube nebenan kann Mimi, eine verwaiste Näherin, trotz eines Ganges zum städtischen Pfandhaus Mont de Piété ihre Miete nicht bezahlen. Als sie den Theaterautor Rodolphe darum bittet, ihre Hände vor der winterlichen Kälte zu wärmen, lädt dieser sie in seine Wohnung ein und ist beeindruckt von ihrer zerbrechlichen Schönheit und ihrer stählernen Entschlossenheit. Er und seine Gruppe von Künstlerfreunden, darunter Marcels Freundin Musette, laden Mimi ein, sich ihrem Kreis anzuschließen.
Im Frühjahr nehmen die Freunde eine Pferdedroschke, um für ein Picknick den Wald bei Ville-d’Avray zu besuchen. Dort gestehen Mimi und Rodolphe sich gegenseitig ihre Liebe. Rodolphe fristet ein karges Dasein als Autor für ein Tiermagazin, während er fieberhaft an einem von Mimi inspirierten Theaterstück arbeitet. Als der Zeitschriftenverleger sich weigert, Rodolphes Geschichten fortzusetzen, verheimlicht Mimi, die die Manuskripte liefert, die Nachricht vor ihrem Geliebten und näht nachts heimlich, um die beiden zu unterstützen. Ihr Hauptförderer ist Graf Paul d’Aulnay, ein aristokratischer Narzisst, der Mimi beauftragt, Taschentücher und Kragen zu besticken, um ihr Interesse aufrechtzuerhalten.
Sie überredet den Grafen, einem Theaterdirektor Rodolphes Stück zu zeigen, doch dieser besteht darauf, dass sie ihn zu einem Ballett begleitet. Rodolphe bezichtigt Mimi der Untreue, die bestürzt in den Slums von Paris untertaucht. Dank Mimis Fürsprache macht der Theaterdirektor Rodolphes Stück zu einem Erfolg, doch Rodolphes plötzlicher Ruhm fühlt sich ohne sie leer an. Mimi kehrt schließlich schwer erkrankt an Tuberkulose zurück und stirbt in Rodolphes liebevollen Armen.

## Hintergrund
Gedreht wurde der Film von September bis Ende Dezember 1925 in den MGM-Studios in Culver City.
Metro-Goldwyn-Mayer hatte Lillian Gish kürzlich für 8.000 US-Dollar pro Woche verpflichtet, zu dem auch ein Banner über dem Eingang des Studios, mit der Aufschrift „MGM nimmt Lillian Gish unter Vertrag“ gehörte. Für sie wurde ein „aufwändiges Ankleidezimmer“ gebaut, und ihr wurde weitgehende Kontrolle über die Produktion übertragen, einschließlich der Einstellung des Kameramanns Hendrik Sartov, mit dem sie schon oft gearbeitet hatte.
Cedric Gibbons und A. Arnold Gillespie waren für das Szenenbild zuständig, Erté für die Kostüme. Robert Florey arbeitete als Produktionsassistent.

## Veröffentlichung
Die Premiere des Films fand am 24. Februar 1926 in New York statt. In Deutschland wurde La Bohème am 30. September im Berliner Gloria-Palast erstaufgeführt.

## Kritiken
Der Filmkritiken-Aggregator Rotten Tomatoes hat in einer Auswertung ein Publikumsergebnis von 77 Prozent positiver Bewertungen ermittelt.
Edmund Wilson schrieb in der Zeitschrift The New Republic, „La Bohème“ in der Verfilmung von King Vidor sei keine Produktion von Bedeutung, aber eine durchaus angenehme Filmromanze. Lillian Gish zeige sich als Mimi von ihrer besten Seite.